# Михальков, Михаил Архипович
Михаил Архипович Михальков (1917—1984) — старшина Рабоче-крестьянской Красной Армии, участник Великой Отечественной войны, Герой Советского Союза (1945).

## Биография
Михаил Михальков родился 17 октября 1917 года в селе Ляличи (ныне — Суражский район Брянской области). После окончания семи классов школы и школы фабрично-заводского ученичества проживал в Клинцах, работал на фабрике. Окончил два курса рабфака. В 1938—1941 годах проходил службу на Тихоокеанском флоте. В июне 1941 года Михальков повторно был призван в армию. С декабря того же года — на фронтах Великой Отечественной войны. В боях четыре раза был ранен.
К январю 1945 года гвардии старший сержант Михаил Михальков командовал взводом противотанковых орудий 283-го гвардейского стрелкового полка 94-й гвардейской стрелковой дивизии 5-й ударной армии 1-го Белорусского фронта. Отличился во время освобождения Польши. 14 января 1945 года взвод Михалькова участвовал в прорыве немецкой обороны с Магнушевского плацдарма. В тех боях Михальков с товарищами уничтожил 1 наблюдательный пункт, 4 дзота, 3 пулемётных точки, 1 батарею противотанковой артиллерии. В числе первых Михальков вышел к реке Пилица к югу от города Варка и огнём противотанкового ружья вёл огонь по противнику.
Указом Президиума Верховного Совета СССР от 27 февраля 1945 года за «образцовое выполнение боевых заданий командования на фронте борьбы с немецкими захватчиками и проявленные при этом мужество и героизм» гвардии старший сержант Михаил Михальков был удостоен высокого звания Героя Советского Союза с вручением ордена Ленина и медали «Золотая Звезда».
После окончания войны в звании старшины Михальков был демобилизован. Долгое время работал мастером на угольных шахтах на Шпицбергене, в 1961 году переехал в город Пушкино Московской области. Скончался 25 января 1984 года, похоронен на Невзоровском кладбище Пушкинского района Московской области.
Был также награждён орденами Красного Знамени и Отечественной войны 2-й степени, рядом медалей.